# Wzrost gospodarczy
Wzrost gospodarczy – powiększanie się zdolności danego społeczeństwa do produkcji dóbr i usług zaspokajających ludzkie potrzeby. Definicja ta wydaje się bardziej ogólną od innych przedstawianych w literaturze, np. że jest to „długookresowy proces powiększania produkcji dóbr i usług w danym kraju”, lub „proces zwiększania zasobu dóbr konsumpcyjnych i produkcyjnych”, albo „proces zwiększania zasobów dóbr i usług konsumpcyjnych, a w szczególności taki wzrost ilościowy, który zapewnia zwiększenie ilości dóbr i usług konsumpcyjnych przypadających na mieszkańca danego kraju”.
W teorii ekonomii pojęcie wzrost gospodarczy służy do opisania zmian ilościowych, a nie jakościowych; proces zmian jakościowych (zwłaszcza w długim okresie i związanych ze zmianą struktury gospodarki) nazywany jest rozwojem gospodarczym. Jednym z pierwszych ekonomistów, którzy wprowadzili rozróżnienie pomiędzy wzrostem i rozwojem gospodarczym był Joseph Alois Schumpeter.
Powszechnie przyjętą miarą wzrostu gospodarczego jest przyrost realnego produktu krajowego brutto (PKB), często uzupełniany przez podanie PKB przypadającego na 1 mieszkańca (PKB per capita).

## Źródła wzrostu gospodarczego
Tradycyjnie w ekonomii głównego nurtu za główne czynniki pobudzające wzrost gospodarczy w krótkim okresie uznaje się popyt konsumpcyjny i inwestycyjny, krajowy i zagraniczny. W długim okresie natomiast – dostateczną podaż i efektywność czynników wytwórczych. Do tego zestawu czynników ekonomiści ortodoksyjni dodają jeszcze handel zagraniczny. Tempo wzrostu (lub spadku) produktu krajowego brutto jest (w przybliżeniu) sumą wskaźników obrazujących zmiany stanu zatrudnienia oraz wydajności pracy. Jednym z najważniejszych źródeł wzrostu wydajności jest postęp techniczny oraz dynamika inwestycji.
Wydaje się jednak, że tak rozumiane czynniki są pochodnymi bardziej fundamentalnych źródeł wzrostu (i rozwoju) gospodarczego, jakimi są: powszechna własność prywatna (zwłaszcza własność prywatna środków produkcji), pełna wolność wymiany w skali krajowej i międzynarodowej; powszechna konkurencyjność i innowacyjność; zapewnienie stabilności monetarnej; istnienie efektywnych rynków kapitałowych; oraz niskie podatki (lub ogólniej – daniny płacone państwu).

## Mierniki wzrostu gospodarczego
- produkt krajowy brutto – całkowita wartość dóbr i usług wytworzonych przez społeczeństwo w ciągu danego roku na terenie danego kraju (kiedy rośnie PKB społeczeństwo staje się bogatsze),
- produkt narodowy brutto – całkowita wartość wyrobów i usług wytworzonych przez obywateli danego kraju w ciągu jednego roku, PNB uwzględnia również dochody krajowych firm uzyskane za granicą, nie uwzględnia dochodów obcych firm działających w kraju,
- stopa wzrostu dochodu narodowego (lub realnego produktu narodowego brutto). Oznacza ona stosunek przyrostu dochodu narodowego w badanym okresie do wielkości dochodu narodowego w okresie bazowym.
- wielkość produktu PKB przypadająca na jednego mieszkańca (PKB per capita).

Należy pamiętać, że PKB jest tylko pewną konwencją liczenia wartości produkcji w danym okresie. W uproszczeniu jest to suma wartości wszystkich dóbr i usług finalnych wytworzonych w danym okresie. Wartość jest zaś iloczynem ilości i ceny poszczególnych dóbr. Dlatego też możliwy jest wzrost PKB przy niezmienionej produkcji a jedynie przy rosnących cenach. Doświadczać mogą tego, na przykład, kraje-producenci ropy naftowej przy rosnących cenach tego surowca. Ponadto teoretycznie jest także możliwy spadek PKB przy wzroście wolumenu produkcji a jednoczesnym względnie silniejszym spadku cen. Jest to tak zwany argument wzrostu zubożającego obecny w teorii handlu międzynarodowego.
Od niedawna część badaczy kwestionuje przydatność PKB jako uniwersalnej miarę wzrostu gospodarczego. Nowe sugerowane miary w większym stopniu mają koncentrować się na wzroście wartości posiadanych przez osoby fizyczne lub firmy dóbr i opierać się na powiązanych ze sobą miarach PKB oraz indeksach cen: PPI i CPI.

## Bariery wzrostu gospodarczego
Bariery rozwoju gospodarczego są bardzo zróżnicowane w zależności od: osiągniętego poziomu rozwoju, historycznie ukształtowanego sposobu i poziomu życia ludności, powierzchni i zaludnienia kraju, położenia geograficznego, zasobności w bogactwa naturalne, tradycji wytwórczych i kulturalnych, kierunków specjalizacji produkcji i usług, udziału w międzynarodowym podziale pracy i innych.
Bariery rozwoju grupować można według różnych kryteriów. Z reguły wyodrębnia się 4 główne aspekty rozwoju gospodarczego: polityczny, społeczny, techniczny i przyrodniczy.

### Bariery polityczno-ekonomiczne
- bariera ustrojowo-ideologiczna
- bariera braku stabilizacji wewnętrznych stosunków politycznych
- bariera politycznego podziału świata
- bariera instytucjonalno-organizacyjna

### Bariery społeczno-ekonomiczne
- bariera demograficzna
- bariera konsumpcji (płacy realnej)
- bariera infrastruktury społecznej
- bariera żywnościowa

## Czynniki wzrostu gospodarczego
Ekonomiści (zwłaszcza zwolennicy ekonomii neoklasycznej) wymieniają cztery podstawowe czynniki wzrostu gospodarczego (cztery „siły napędowe” wzrostu). Są to:
- praca (w ujęciu ilościowym – podaż pracy, jak i jakościowym – dyscyplina pracy, wykształcenie, kwalifikacje, motywacja)
- zasoby naturalne (ziemia, zasoby mineralne, paliwa, jakość środowiska)
- kapitał – środki wykorzystywane w procesie produkcji
  - kapitał rzeczowy (maszyny, fabryki, drogi)
  - kapitał finansowy
  - kapitał ludzki
- technologia (nauka, technika, zarządzanie, przedsiębiorczość)

Zależność pomiędzy czynnikami wzrostu gospodarczego przedstawia funkcja produkcji (funkcja Cobba-Douglasa):
{\displaystyle Q=f(A,K,L,R),}
gdzie:
{\displaystyle Q} – produkcja,
{\displaystyle K} – produkcyjne użycie kapitału,
{\displaystyle L} – nakłady pracy,
{\displaystyle R} – nakłady zasobów naturalnych,
{\displaystyle A} – poziom technologii w gospodarce,
{\displaystyle f} – funkcja produkcji.

## Przykłady krajów o wysokim wzroście gospodarczym
Przykładów wysokiego wzrostu gospodarczego jest wiele. Po drugiej wojnie światowej okres szybkiego wzrostu doświadczyły kraje Europy Zachodniej odbudowujące swój potencjał gospodarczy, w tym szczególnie wysokie tempo wzrostu osiągnęła Republika Federalna Niemiec. Wiele lat wysoką dynamiką wzrostu mogła pochwalić się Japonia, która również wyrosła na jedną z największych potęg gospodarczych. W latach 90. jej sukces powtarzały tzw. azjatyckie tygrysy – kraje takie, jak Korea Południowa czy Tajlandia. Obecnie krajem, który może poszczycić się najwyższą dynamiką PKB, są Chiny.
Również kraje socjalistyczne mogły pochwalić się wysokimi wskaźnikami tempa wzrostu gospodarczego w okresie intensywnej industrializacji. Jednakże gospodarki tych państw doświadczyły poważnych kryzysów, zmierzających ostatecznie do odrzucenia systemu centralnego planowania.
Mimo że dodatni wzrost gospodarczy może wydawać się zjawiskiem powszechnym, to we współczesnej historii nie brakuje wielu przykładów ujemnego wzrostu gospodarczego. Znaczny spadek PKB może być wywołany zniszczeniami wojennymi. Doświadczyło tego wiele państw europejskich podczas I i II wojny światowej. Negatywny wpływ na produkcję potęgowało także zamknięcie granic ograniczające przepływy kapitału i wymianę handlową. Przykładowo, Polska doświadczyła po I wojnie światowej głębokiego spadku produkcji na skutek zarówno zniszczeń wojennych, jak i załamania eksportu na rynek rosyjski. Poziom rozwoju z 1913 r. udało się osiągnąć powtórnie tuż przed wybuchem II wojny światowej.
Po II wojnie światowej także nie brakowało przykładów negatywnego rozwoju gospodarczego. Uzyskujące niepodległość byłe kolonie europejskie w Afryce, mimo początkowego ożywienia, wkraczały na drogę długotrwałego regresu. Za taki stan rzeczy często obwinia się silne zróżnicowanie etniczne społeczeństw państw Afryki Subsaharyjskiej, co jest zarzewiem konfliktów wewnętrznych. Chlubnym wyjątkiem pośród państw czarnej Afryki jest Botswana.
Także państwa uznane za wysoko rozwinięte mogą doświadczać znacznego spadku PKB. Przykład stanowi Wenezuela, będąca w latach 60. w czołówce gospodarek świata, obecnie odrabiająca 40 lat stracone dla rozwoju.
Inną grupę państw, które doświadczyły spadku PKB, stanowią gospodarki przechodzące transformację systemowo-ustrojową. Wszystkie państwa bloku wschodniego doświadczyły znacznego spadku PKB. Na ogół po okresie regresu następował okres szybkiego wzrostu gospodarczego. Niemniej, niektóre gospodarki państw byłego ZSRR, na przykład Ukraina i Mołdawia, nie osiągnęły ciągle poziomu sprzed 1990 r.

## Korzyści ze wzrostu gospodarczego
Korzyścią ze wzrostu gospodarczego i rozwoju gospodarczego jest podwyższenie standardu życia, lepsza sytuacja socjalna, większe bezpieczeństwo publiczne. Jednak sam wzrost PKB nie gwarantuje wzrostu stopy życiowej czy dobrobytu społeczeństwa. Wzrost PKB może iść w parze ze wzrostem biedy, na co wskazują przykłady takie jak Brazylia, gdzie szesnastokrotnemu wzrostowi gospodarczemu po II wojnie światowej nie towarzyszyło zmniejszenie nędzy. Dlatego też skuteczniejszym miernikiem korzyści ze wzrostu gospodarczego dokładniej opisującym jego wymiar jest ujęcie PKB per capita, czyli PKB w przeliczeniu na jednego mieszkańca.